# Jib

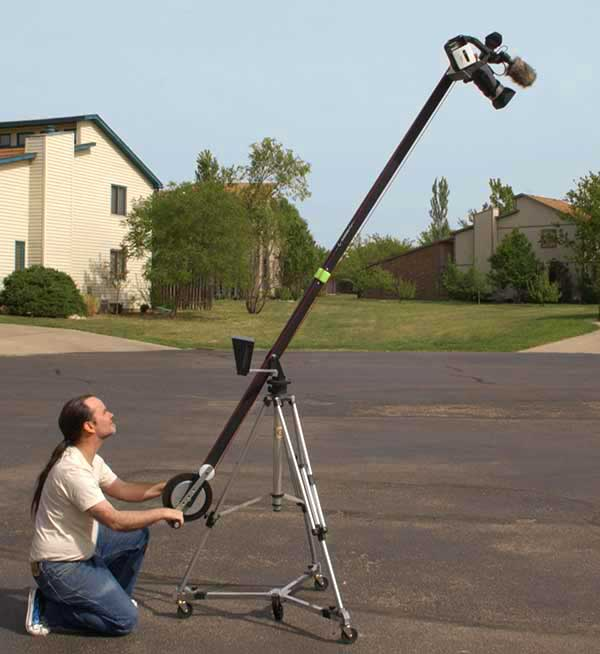
Jib podczas pracy

Jib - lekki, łatwy w transporcie i montażu wysięgnik, zwykle z przeciwwagą, służący do umieszczenia na nim kamery do zdjęć filmowych.